# 横田ハイスクール
横田ハイスクール（よこたハイスクール、英: Yokota High School, 略称：YHS）は、アメリカ空軍横田基地内にある高等学校。

## 沿革

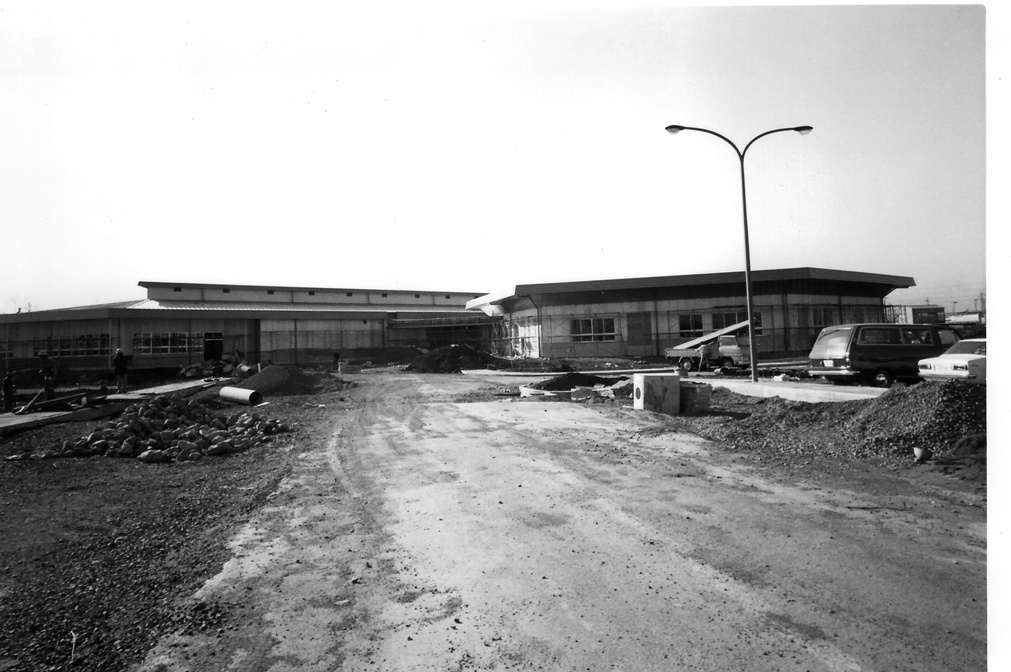
建設中の旧校舎（1973年4月）

1973年開校。「オープンドアの学校」としてデザインされ、生徒たちは27個に分かれたモジュールから選択して授業を取ることができる。
2015年5月には新校舎の起工式が開かれ、2017年8月に完成した。旧校舎は解体され、サッカー場として利用される跡地の一部以外は空軍に返還された。

## 課外活動

### 文化系
- 模擬国連
- 生徒会
- アナログゲーム部
- 美術部
- 軽音楽部
- コーラス部
- ディベート部
- 演劇部など

### 体育会系

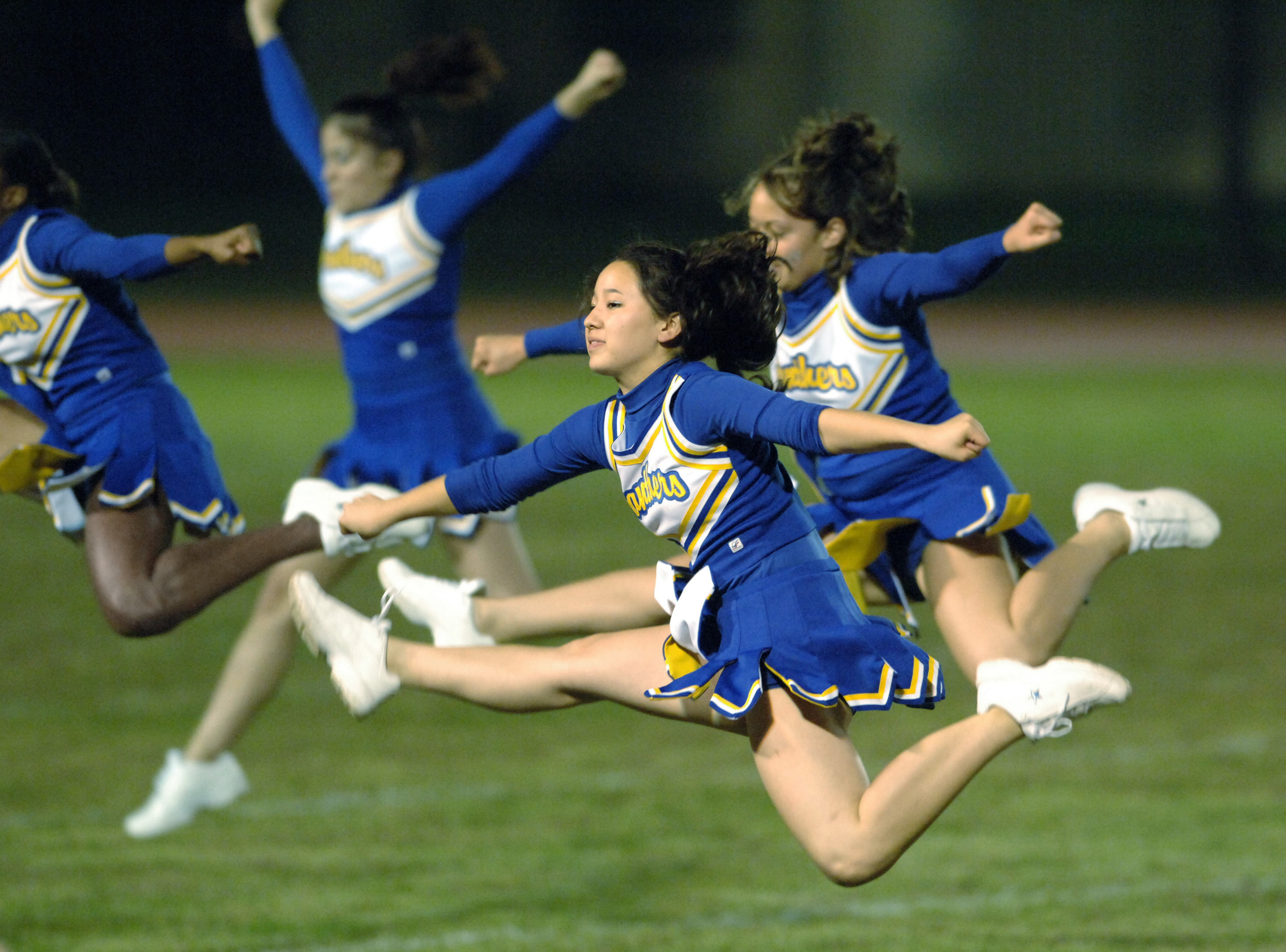
チアリーディングの様子

#### 秋期
- チアリーディング
- クロスカントリー
- サッカー
- テニス
- バレーボール

#### 冬期
- バスケットボール
- チアリーディング
- レスリング

#### 春期
- 野球
- ソフトボール
- サッカー
- 陸上競技

## 姉妹校
- 東京都立福生高等学校[1]

## 関連記事
- カデナ・ハイスクール - アメリカ空軍嘉手納飛行場内にある高等学校

## 公式サイト
- Yokota High School 公式サイト （英語）